# Hibbertia hexandra
Hibbertia hexandra är en tvåhjärtbladig växtart som beskrevs av Cyril Tenison White. Hibbertia hexandra ingår i släktet Hibbertia och familjen Dilleniaceae. Inga underarter finns listade i Catalogue of Life.